# Maizières-lès-Brienne
Maizières-lès-Brienne ist eine französische Gemeinde mit 160 Einwohnern (Stand: 1. Januar 2022) im Département Aube in der Region Grand Est. Sie gehört zum Arrondissement Bar-sur-Aube und zum Kanton Brienne-le-Château.
Sie ist umgeben von folgenden Nachbargemeinden:
| Rosnay-l’Hôpital         | Vallentigny                                 |            |
| Perthes-lès-Brienne      | Kompassrose, die auf Nachbargemeinden zeigt | Épothémont |
| Saint-Léger-sous-Brienne | Juzanvigny                                  |            |

## Bevölkerungsentwicklung

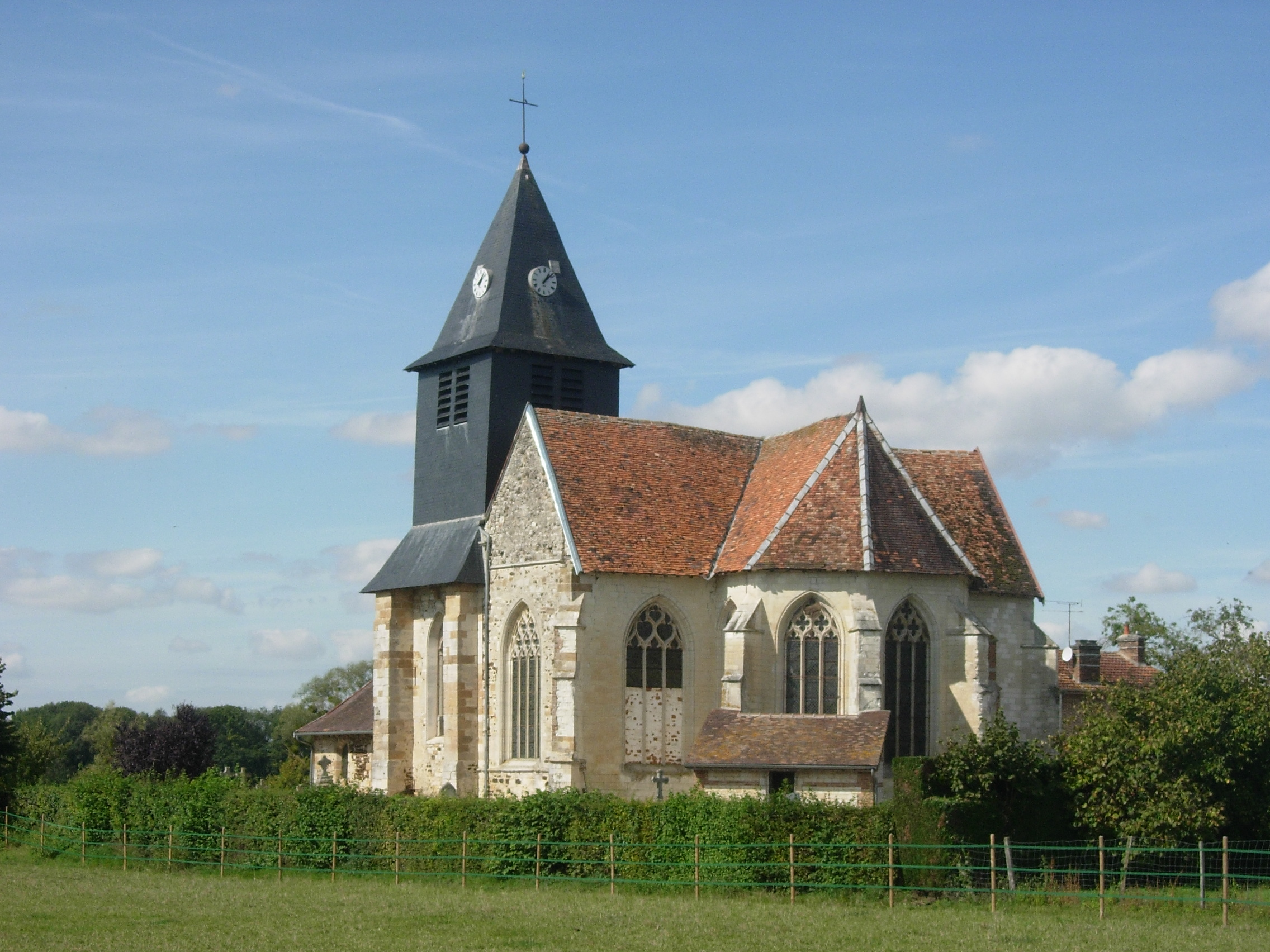
Kirche Saint-Julien-l’Hospitalier, Monument historique seit 1926

| Jahr                      | 1962 | 1968 | 1975 | 1982 | 1990 | 1999 | 2008 | 2016 |
| ------------------------- | ---- | ---- | ---- | ---- | ---- | ---- | ---- | ---- |
| Einwohner                 | 241  | 257  | 224  | 196  | 161  | 163  | 171  | 166  |
| Quelle: Cassini und INSEE |      |      |      |      |      |      |      |      |